# Municipio Rómulo Gallegos (Cojedes)
El municipio Rómulo Gallegos es uno de los nueve municipios que conforman el estado Cojedes, Venezuela. Tiene una superficie de 911 km² y una población de 25 000 habitantes (censo de 2011). Su capital es el poblado de Las Vegas, capital además de la única parroquia del municipio (parroquia Rómulo Gallegos).
El municipio se encuentra ubicado en la región centro-occidental del estado Cojedes y fue creado formalmente el 30 de diciembre de 1994, a partir de su separación del municipio San Carlos, como parte del proceso de reorganización territorial del estado.

## Política y gobierno

### Alcaldes
| Período     | Alcalde          | Partido político / Alianza | % de votos | Notas |
| ----------- | ---------------- | -------------------------- | ---------- | --- |
| 1995 - 2000 | Hector Velásquez | COPEI                      | -          | Primer alcalde bajo elecciones directas (se realizaron elecciones generales adelantadas en el 2000 debido a la aprobación de la Constitución de 1999) |
| 2000 - 2004 | Alberto Molina   | IAP                        | 40,75      | Segundo alcalde bajo elecciones directas |
| 2004 - 2008 | Jesús Oviedo     | MVR                        | 50,57      | Tercer alcalde bajo elecciones directas |
| 2008 - 2013 | Jesús Oviedo     | PSUV                       | 54,10      | Reelecto (se postergan 1 año las elecciones municipales pautadas para finales del 2012)                                                               |
| 2013 - 2017 | Ismael Fernández | PSUV                       | 47,90      | Cuarto alcalde bajo elecciones directas |
| 2017 - 2021 | Ismael Fernández | PSUV                       | 69,78      | Reelecto |
| 2021 - 2025 | Abrahan Martín   | PJ MUD                     | 46,88      | Quinto alcalde bajo elecciones directas |
| 2025 - 2029 | Abrahan Martin   | VVC                        |            | Reelecto |

### Concejo municipal
Período 1995 - 2000
| Concejales:           | Partido político / Alianza |
| --------------------- | -------------------------- |
| Pedro Blanco Bocaney  | COPEI                      |
| Petra Nieve UTrera    | COPEI                      |
| Dilia Coromoto Guedez | AD                         |
| Argenis Velásquez     | AD                         |
| Victor Álvarez        | IAP                        |

Período 2000 - 2005
| Concejales:     | Partido político / Alianza |
| --------------- | -------------------------- |
| Luis Palencia   | IAP                        |
| Jose Mena       | IAP                        |
| Miguel Molina   | IAP                        |
| Victor Alvarez  | IAP                        |
| Efrain Zambrano | MVR                        |

Período 2005 - 2013
| Concejales:            | Partido político / Alianza |
| ---------------------- | -------------------------- |
| Luis Alexander Herrera | MVR                        |
| Jose Omar Lovera       | MVR                        |
| Ismael Fernández       | MVR                        |
| Nelly Castillo         | MVR                        |
| Alexis Delgado         | MVR                        |

Períodos 2013 - 2018:
| Concejales:            | Partido político / Alianza |
| ---------------------- | -------------------------- |
| Carlos Fernández       | PSUV                       |
| Luis Alexander Herrera | PSUV                       |
| Romulo Salazar         | PSUV                       |
| Efrain Zambrano        | PSUV                       |
| Nilda Gómez            | PSUV                       |
| Elsy Rumbos            | PSUV                       |
| Hilda Rivas            | MUD                        |

Período 2018 - 2021
| Concejales             | Partido político / Alianza |
| ---------------------- | -------------------------- |
| Renny Herrera          | PSUV                       |
| Anyani Lopez           | PSUV                       |
| Juan Valenzuela        | PSUV                       |
| Ana Sanchez            | PSUV                       |
| Luis Alberto Herrera   | UPV                        |
| Luis Alexander Herrera | PSUV                       |
| Jexenia Hidalgo        | PSUV                       |

Período 2021 - 2025
| Concejales:     | Partido político / Alianza |
| --------------- | -------------------------- |
| Pedro Escorcha  | MUD                        |
| Carmen Páez     | MUD                        |
| Maria González  | MUD                        |
| Cesar Gimon     | MUD                        |
| Dilia Guedez    | MUD                        |
| Jexenia Hidalgo | PSUV                       |
| Juan Valenzuela | PSUV                       |